# Seltjarnarnes (péninsule)
Ne doit pas être confondu avec Seltjarnarnes.
La Seltjarnarnes est une péninsule d'Islande située dans le Sud-Ouest du pays.

## Géographie
Elle s'avance dans la Faxaflói, entre le Kollafjörður au nord et le Skerjafjorður au sud. Large de quelques kilomètres au début, sa largeur diminue brusquement et son littoral devient plus irrégulier à son extrémité.
La péninsule constitue la majorité des municipalités de Seltjarnarnes et de Reykjavik. Essentiellement urbanisée, elle compte quelques parcs comme ceux d'Öskjuhlíð, Fjölskyldugarðurinn et Valhúsahæð, un golf et le petit lac de Bakkatjörn à son extrémité orientale, le Tjörnin dans le centre de la péninsule et un aéroport sur sa côte méridionale. L'îlot de Grótta sur lequel se trouve un phare fait face à l'extrémité Nord-Ouest de la péninsule.

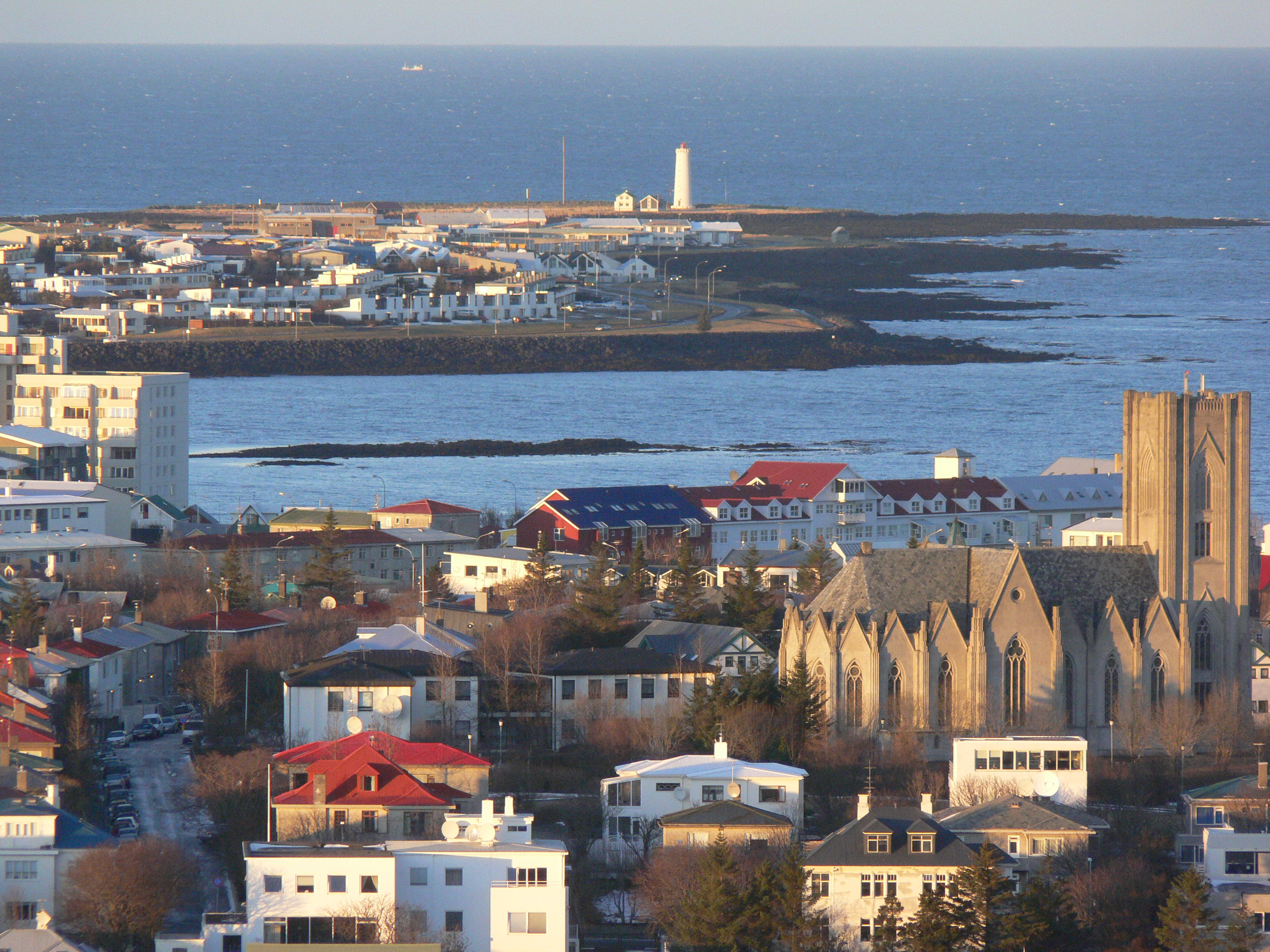
Vue du littoral septentrional de la Seltjarnarnes depuis le sommet de l'Hallgrímskirkja à Reykjavik avec le phare de Grótta face à l'océan Atlantique.